# Ileanta fulvipes
Ileanta fulvipes là một loài tò vò trong họ Ichneumonidae.